# Central nuclear de Krümmel
La Central nuclear de Krümmel (en alemán: Kernkraftwerk Krümmel) es una planta de energía nuclear en Geesthacht, cerca de Hamburgo, Alemania. Empezó su operación en 1983 y está controlada en un 50% por Vattenfall vía Vattenfall Europe Nuclear Energy GmbH y el 50% por E.ON, y es operada por la Vattenfall sueca. Su producción bruta de energía es 1.401 MW, utilizando un BWR. El reactor es el mayor del mundo en su tipo en operación comercial. Es casi idéntico a otros tres reactores nucleares alemanes, a saber, la planta de energía nuclear de Brunsbüttel (cerca de Hamburgo), la Central nuclear nuclear de Philippsburg bloque 1 y la Central nuclear de Isar Bloque 1, así como de la central nuclear austríaca Zwentendorf, que nunca entró en servicio.